# Natriumcaprat
Natriumcaprat (auch Natriumdecanoat) ist eine chemische Verbindung und das Natriumsalz der Caprinsäure. Es wird in der Pharmakologie als Resorptionsvermittler oral verabreichter Arzneistoffe mit schlechter Bioverfügbarkeit untersucht.

## Eigenschaften
Natriumcaprat ist eine Fettsäure mit 10 C-Atomen, bei der ein Proton gegen ein Natriumion getauscht wurde. Der Zusatz von Natriumcaprat als pharmazeutischer Hilfsstoff vermag – wie auch Salcaprozat-Natrium – bei bestimmten Arzneistoffen mit schlechter gastrointestinaler Bioverfügbarkeit deren Resorption im Darm zu verbessern (permeation enhancement). Der Mechanismus für die Aufnahmeverbesserung erfolgt vermutlich durch Interaktion von Natriumcaprat mit Tight Junctions zwischen Darmzellen, durch Störung der Anordnung der Lipide in der Zellmembran oder beides.
Es wurden Anwendungen für Natriumcaprat bei der Verabreichung von Bisphosphonaten oder Antisense-Oligonukleotiden untersucht. In Japan und in Schweden wurden Ampicillin-Zäpfchen zugelassen (Handelsname Doktacillin), die Natriumcaprat als Resorptionsverbesserer enthalten. Natriumcaprat war der Hauptbestandteil einer proprietären Formulierung in fixer Zusammensetzung zur experimentellen gastrointestinalen Resorptionsverbesserung (Gastrointestinal Permeation Enhancement Technology, GITEP).
Es ist als Lebensmittelzusatzstoff registriert, und fällt unter E570. Als Natriumsalz einer mittellangkettigen Fettsäure wirkt Natriumcaprat in höheren Konzentrationen in wässrigen Lösungen als Tensid.